# アル・ジャーディン
アラン・チャールズ・ジャーディン（Alan Charles Jardine、1942年9月3日 - ）は、アメリカのミュージシャン。ザ・ビーチ・ボーイズのギタリスト（主にリズムギター担当）。
ジャーディンはオハイオ州ライマで生まれ、幼少時にカリフォルニア州ホーソーンに転居する。ここで彼は高校時代、フットボール部でブライアン・ウィルソンに出会った。ブライアンと同じエル・カミーノ大に進学し、共にバンドを組みベースを担当。
彼はビーチ・ボーイズの1961年のデビュー曲「サーフィン」ではベースを担当した。しかし歯科医になるためにバンドを離れ、ビーチ・ボーイズにはデヴィッド・マークスが加入した。だがマークスは素行不良でバンドを解雇され、ジャーディンはウィルソン兄弟の父親マレーに要請され1963年にバンドに復帰した。
ジャーディンは1960年代には「ヘルプ・ミー・ロンダ」「英雄と悪漢（ライヴ）」「あの娘にキッス」「トランセンデンタル・メディテイション」「コットン・フィールズ」などでリード・ヴォーカルを担当した。また「ブレイク・アウェイ」や「救いの道」では他のメンバーと共にリード・ヴォーカルを担当した。彼はまた1970年代にはバンドのために作曲した。『ペット・サウンズ』セッションでは「スループ・ジョン・B 」の録音をブライアンに提案した。また、1978年の『M.I.U. アルバム』ではロン・アルトバックと共にアルバムのプロデュースを行った。
カール・ウィルソンが1998年に肺癌で死去した後、ジャーディンはマイク・ラヴとの対立が原因で、ビーチ・ボーイズを離れた。彼は現在もビーチ・ボーイズの設立したレーベルであるブラザー・レコードの一員であり、自らのエンドレス・サマー・バンドでツアーを行っている。
ブライアンとの関係も、1991年にブライアンが出版した自叙伝（実際は当時ブライアンの主治医であり彼を洗脳していたユージン・ランディが書いたもの）の内容をめぐって悪化していたが、ブライアンがランディによるマインド・コントロールから抜け出して以降は徐々に和解し、2006年11月には10年振りにステージ上での共演を果たしている。
2010年6月、盟友ブライアンら豪華ゲストを多数迎えた初のオリジナル・ソロ・アルバム『ア・ポストカード・フロム・カリフォルニア』を自主制作(配信・CD-R)にて発表。ビーチ・ボーイズの未発表曲「ドント・ファイト・ザ・シー」を含む。2012年4月にボーナス・トラック3曲を加え、ウォーターフロント・レコーズよりプレスCDにて再発された。
2011年2月5日、カリフォルニア州シミ・ヴァレーにあるロナルド・レーガン・ライブラリーにて行われたレーガン生誕100周年記念イベントにおいて、マイク・ラヴ＆ブルース・ジョンストンによるビーチ・ボーイズのステージに13年ぶりに参加した。
ソロとしては、1999年にノースウェスト航空の社内イベントにて、ビーチ・ボーイズ・ファミリー・アンド・フレンズとして来日公演を行ったことがあるが、一般向けとしては2011年2月にエンドレス・サマー・バンドを率いて初来日。16日にビルボードライブ大阪、18・19日にビルボードライブ東京にてコンサートを行った。
2012年にはビーチ・ボーイズのデビュー50周年再集結プロジェクトに加わり、アルバム『ゴッド・メイド・ザ・ラジオ〜神の創りしラジオ〜』のレコーディングと4月から9月までのワールド・ツアーに参加した。
使用ギターは主に、ビーチ・ボーイズ再加入から40年以上使い続けている、白いフェンダー・ストラトキャスターで、今や彼のトレード・マークである。
2013年からはブライアンのライブ・ツアーにデヴィッドと共に参加（デヴィッドは後に離脱）、ソロ・アルバム『ノー・ピア・プレッシャー』（2015年）にも参加している。かつてビーチ・ボーイズのメンバーだったブロンディ・チャップリンを加えた三者間でのツアーを2022年まで続け、若い頃と変わらないパフォーマンスを披露していた。
長男のマット・ジャーディンもブライアンのバンド・メンバーとして参加し、「ドント・ウォーリー・ベイビー」など一部の曲では声質の変化でファルセットが出せなくなったブライアンに代わりリード・ヴォーカルを取るなど重要な役割を果たしている。
2025年にはブライアンのバックバンドのメンバーを引き継ぎ、「Al Jardine and The Pet Sounds Band」名義でオーストラリアツアーを行うことが発表された。